# Elseng
L'elseng (ou morwap) est une langue papoue parlée en Indonésie, dans les kabupaten de Jayapura et de Keerom de la province de Papouasie.

## Classification
Wurm (1975) classe l'elseng dans les langues trans-nouvelle-guinée. Malcolm Ross (2005) ne valide pas cette hypothèse et le considère comme étant possiblement rattaché aux langues de la frontière. Hammarström laisse à l'elseng son statut de langue isolée.

## Sources
- (en) Malcolm Ross, 2005, Pronouns as a preliminary diagnostic for grouping Papuan languages, dans Andrew Pawley, Robert Attenborough, Robin Hide, Jack Golson (éditeurs) Papuan pasts: cultural, linguistic and biological histories of Papuan-speaking peoples, Canberra, Pacific Linguistics. pp. 15–66.